# Ausgequetscht
Ausgequetscht (Originaltitel: Extract) ist eine US-amerikanische Filmkomödie von Regisseur Mike Judge aus dem Jahr 2009. Alternativtitel ist Extract – Ausgequetscht.

## Handlung
Joel hat eigentlich alles: eine Firma, die gut läuft und für die es ein Übernahme-Angebot gibt, ein Haus und eine schöne Frau. Nur machen seine Mitarbeiter Probleme, es passieren Unfälle und mit seiner Frau Suzie läuft auch nicht mehr viel. Er beklagt sich bei seinem besten Freund Dean und dieser überredet ihn, einen Gigolo für seine Frau zu suchen, damit er mit der neuen Mitarbeiterin Cindy etwas anfangen kann.

## Hintergrund
In US-amerikanischen Kinos spielte Ausgequetscht bei Produktionskosten von etwa acht Millionen Dollar etwas mehr als zehn Millionen Dollar ein.

## Kritik
The Washington Post sah „die enttäuschendste Komödie des Jahrzehnts“, wohingegen die Chicago Tribune „die lustigste amerikanische Komödie des Kinosommers“ rezensierte.